# トリオ・ファッシネイション
『トリオ・ファッシネイション』（原題：Trio Fascination: Edition One）は、アメリカ合衆国のジャズ・サクソフォーン奏者、ジョー・ロヴァーノが1997年に録音・1998年に発表したスタジオ・アルバム。

## 背景
デイヴ・ホランドとエルヴィン・ジョーンズによるリズム・セクションを従えた、ピアノレス・トリオによる録音で、スタンダード・ナンバーの「ゴースト・オブ・ア・チャンス」以外はロヴァーノのオリジナル曲で固められた。なお、ホランドは以前にも、ロヴァーノが1991年12月28日に録音したリーダー・アルバム『身も心も(From the Soul)』に参加している。
収録曲「スタジオ・リヴビー」のタイトルは、サム・リヴァース所有のジャズ・ロフトから取られ、ロヴァーノは1976年にニューヨークへ出てから、このロフトに通ってホランドを含む様々なジャズ・ミュージシャンとの出会いを果たしたという。

## 反響・評価
『ビルボード』のジャズ・アルバム・チャートでは10位に達した。アレックス・ヘンダーソンはオールミュージックにおいて5点満点中4点を付け「彼がブルーノートから発表してきた作品の殆どは傑作であり、『トリオ・ファッシネイション』も例外でない」「本作は一貫して心のこもった魅惑的な作品であり、このサクソフォーン奏者は、テナー、アルト、ソプラノのどれを吹いても聴き手を惹きつける」と評している。

## 収録曲
特記なき楽曲はジョー・ロヴァーノ作。
1. ニューヨーク・ファッシネイション - "New York Fascination" - 3:06
2. サンクチュアリ・パーク - "Sanctuary Park" - 6:44
3. エターナル・ジョイ - "Eternal Joy" - 7:37
4. ゴースト・オブ・ア・チャンス - "Ghost of a Chance" (Victor Young, Ned Washington, Bing Crosby) - 4:56
5. スタジオ・リヴビー - "Studio Rivbea" - 7:12
6. シンバリズム - "Cymbalism" - 4:58
7. インプレッショニスティック - "Impressionistic" - 9:36
8. ヴィラ・パラディソ - "Villa Paradisco" - 7:15
9. フォー・オン・ザ・フロア - "4 on the Floor" - 5:12
10. デイズ・オブ・ヨール - "Days of Yore" - 9:27

## 参加ミュージシャン
- ジョー・ロヴァーノ - テナー・サクソフォーン、ストレート・アルト・サクソフォーン、ソプラノ・サクソフォーン、アルトクラリネット
- デイヴ・ホランド - ベース
- エルヴィン・ジョーンズ - ドラムス